# Juan de Zurbarán
Juan de Zurbarán (n. iulie 1620, Llerena, Extremadura, Spania – d. iunie 1649, Sevilla, Regatul Sevillei⁠(d), Spania) a fost un pictor spaniol baroc.
Juan de Zurbarán s-a născut în Llerena, Badajoz, fiul lui Francisco de Zurbarán (1598–1664), și s-a alăturat atelierului pe care tatăl său îl deținea în Sevilla, cu care probabil a colaborat la diferite picturi, inclusiv Natura statică cu ulcior și cupe. Influența parentală este evidentă în opera sa, dar și stilul său reflectă influențe olandeze, lombarde și napolitane. A pictat în primul rând natură statică.
Unele dintre lucrările sale includ Natură statică cu fructe și sticlete și Natură moartă cu coș de mere, gutui și rodii, conservate la Museu Nacional d'Art de Catalunya, Flori și fructe în vas de porțelan chinezesc al Institutului de Artă din Chicago și Farfurie cu măr și flori de portocal aflată într-o colecție privată, printre alte lucrări autografate sau atribuite.
În 1641 s-a căsătorit cu Mariana de Cuadros, fiica unui negustor bogat, care a murit la scurt timp după căsătorie. Cariera lui Juan de Zurbarán a fost întreruptă de moartea sa prematură la vârsta de 29 de ani. S-a îmbolnăvit de ciumă în timpul epidemiei care a devastat Sevilla în 1649 și a murit împreună cu câțiva dintre frații săi.

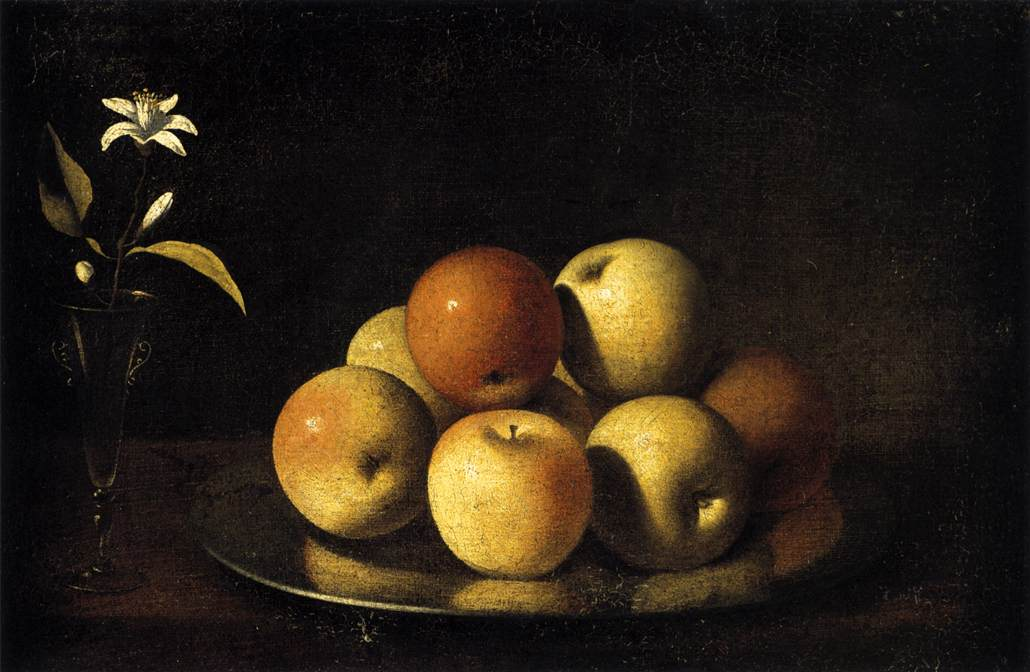
Farfurie cu măr și flori de portocal.